# Скляр Уляна Миколаївна
Скляр Уляна Миколаївна (1 січня 1951, с. Колгоспівка Петриківський район Дніпропетровська області — 23 березня 2001) — українська художниця, майстриня петриківського розпису.

## Життєпис
Основам петриківського розпису навчалася у В. І. Соколенка та Ф. С. Панка на фабриці «Петриківський розпис» та в Експериментальному цеху петриківського розпису ДХВК, де працювала понад 25 років.
Працювала в Центрі народного мистецтва «Петриківка».
Учасник обласних та республіканських художніх виставок з 1970 р.
Твори зберігаються у Дніпропетровському художньому музеї, Українському національному музеї-архіві (м. Чикаго, США), приватних колекціях в Україні та за кордоном.